# HealthRight International
HealthRight International  (Право на здоров’я) — міжнародна гуманітарна, правозахисна та медична організація, місія якої – надання доступу до медичних послуг для відчужених суспільством груп населення, захист засадничих прав людини на життя та здоров’я. До 2009 року працювала під назвою «Лікарі світу – США».

## Діяльності HealthRight у світі
В цілому світі існує проблема соціальної ексклюзії, тобто виключення певних індивідів або груп із суспільних процесів, відмова їм у наданні загальнодоступних благ. Одним із проявів такого явища є недоступність базових послуг для найуразливіших категорій населення: сиріт, безхатченків, жінок секс-індустрії, осіб та сімей у кризових умовах життя. Відмова в обслуговуванні, ексклюзія, результує проблеми стигматизації, морального таврування таких осіб, та їх відчуження. Соціальна ексклюзія порушує принцип рівності всіх людей, затверджений міжнародним законодавством. Утвердження згаданого принципу щодо права на медичні послуги є головним напрямком діяльності HealthRight. Робота ведеться шляхом створення у громадах умов для обслуговування уразливих категорій населення, просвітницька робота з представниками цих категорій, залучення лікарів-професіоналів до надання послуг на волонтерських засадах, медійні кампанії задля досягнення цих цілей.
Забезпечення рівного доступу до медичних обстежень, догляду та лікування дозволяє успішно розвивати інші напрямки:
- боротьба з поширенням пандемій (СНІД, туберкульоз, малярія)
- охорона здоров’я жінок та матерів
- захист дитинства та особливо сиріт, дітей з груп ризику.

### Боротьба зпандеміями
Ведеться не тільки робота по профілактиці та лікуванню хвороб, але й подолання супутніх ефектів стигматизації, дискримінації хворих. Наприклад у ряді країн (зокрема, і в Україні) діє програма "МАМА+", що має на меті супровід ВІЛ-позитивних матерів у їх догляді за дітьми.
Значна увага приділяється освітнім і просвітницьким заходам, які спрямовуються на громади, на окремі групи населення, на спеціалістів медицини та соціальної роботи. Наприклад, у Румунії, спільно з Міністерством охорони здоров’я тієї країни, розроблені та впроваджені заходи навчання щодо ризиків зараження туберкульозом, цими заходами були охоплені десятки тисяч осіб.
В Африці, що найбільш уражена пандемією СНІДу, робляться зусилля щоб зробити доступним тестування на ВІЛ та лікування в віддалених сільських громадах. Йде боротьба за збереження здоров’я нових поколінь і від іншої страшної недуги, малярії. В Кенії лише в 2009 році для сімей з вагітними жінками або немовлятами було надано 34000 оброблених інсектицидом сіток.

### Охорона здоров’я жінок
В багатьох країнах світу ускладнення при вагітності та пологах стають причиною смертей сотень тисяч жінок на рік. Причинами тому є брак медичного догляду, недостатня інформованість жінок щодо репродуктивного здоров’я та багато інших. Часто тлом материнської смертності є низький соціальний статус жінки, недотримання в суспільстві гендерної рівності, насильство за ознакою статі.
Зусилля HealthRight у цій галузі спрямовані на: 
- розвиток інфраструктур поширення медичної інформації, догляду за вагітними та новонародженими
- привернення громадської думки до питань жіночого здоров’я, захисту прав жінок.

Наприклад, у Косові з 2005 року десятки тисяч жінок користались послугами Центрів жіночого здоров’я, що надають широкий спектр інформаційних та медичних послуг, ця ініціатива впроваджена спільно з місцевим Міністерством охорони здоров’я. В Кенії надається підтримка пологовим будинкам, лікарням, створюються мобільні акушерські клініки для роботи в віддалених районах. У Непалі, HealthRight налагодило партнерство з місцевими організаціями для підтримки та захисту жінок і дівчат, які стали жертвами торгівлі людьми та сексуального насильства[джерело?].

### Піклування про сиріт та «дітей вулиць»
Робота з подолання сирітства в ряді країн пов’язана з поміщенням дітей у закриті інтернатні заклади, де дитина може терпіти жорстоке поводження, наругу, бути позбавленою права на освіту тощо. Тому значна увага приділяється розвитку альтернативних форм опіки та виховання.
Поруч з інституалізацією для сиріт існує загроза вуличного способу життя. За приблизними оцінками на вулицях Санкт-Петербурга, проживали близько 10000 дітей та молодих людей. На 2007 рік 37% із них були ВІЛ-інфікованими. HealthRight та Лікарі — дітям [Архівовано 18 березня 2011 у Wayback Machine.] в одній з дитячих клінік Петербурга співпрацюють у підтримці жертв сімейного насильства (одна з головних причин втечі з дому). Для вуличних дітей та молоді створені спеціальні центри, де з ними ведеться робота по вилученню з вуличного середовища та направлення в прийомні сім’ї. В Непалі були навчені тренери, що згодом по всій країні проводили заняття для медичних працівників по виявленню та припиненню домашнього насильства[джерело?].

### Допомога потерпілим від насильства і тортур
Невирішеною для цілого світу залишається проблема тортур, фізичних покарань, що часто ушкоджують здоров’я найбільш активних та життєздатних осіб. І мова не тільки про випадки в країнах, де тривають збройні конфлікти. Щорічні звіти міжнародних правозахисників указують на катування в карних органах країн пострадянського простору. Допомога жертвам подібних порушень є одним із напрямків роботи HealthRight у світі.

## HealthRight в Україні
В Україні діяльність організації розпочалась 2006 року. Директорка представництва «HealthRight в Україні» та Виконавча директорка «Українська фундація громадського здоров'я» – Галина Скіпальська.
В числі перших кроків було впроваджено програму супроводу ВІЛ-позитивних матерів, МАМА+. З 2006-го було розпочато соціально-профілактичну роботу з дітьми вулиці у Чернігові. Основна робота велась у Донецьку. 2009-го року фокус уваги приділявся роботі зі споживачами ін'єкційних наркотиків.
Найактуальнішими напрямками роботи HealthRight в Україні є:
- боротьба з ВІЛ/СНІД шляхом інформування та розширення можливостей діагностики;
- допомога дівчатам, молодим жінкам, жінкам з дітьми, що ведуть вуличний спосіб життя;
- створення партнерської мережі установ, організацій задля забезпечення основних прав найуразливіших категорій населення.